# Gelippte Tellerschnecke
Die Gelippte Tellerschnecke (Anisus spirorbis) ist eine Wasserlungenschnecke (Basommatophora) aus der Familie der Tellerschnecken (Planorbidae).

## Merkmale
Das Gehäuse ist 1 bis 1,5 mm hoch und misst 4 bis 5,5 mm im Durchmesser. Es ist scheibenförmig und besitzt etwa 4,5 Umgänge. Die Mündung steht schräg zur Windungsachse. Die Umgänge nehmen (im Verhältnis zu anderen Anisis-Arten) relativ rasch zu. Sie weisen an der Unterseite eine Kante auf. Die Oberfläche ist von feinen Anwachsstreifen bedeckt, die Farbe des Gehäuses ist hornfarben. Der Körper des Tieres ist grauschwarz und wird zum Sohlenrand hin etwas heller.

## Fortpflanzung
Die Tiere werden bereits nach 3 bis 6 Monaten geschlechtsreif. Nach der Paarung legen sie mehrmals kleine bis etwa 2 mm im Durchmesser aufweisende Laichkapseln mit 3 bis 7 Eier ab. Eine erste Laichperiode ist im April/Mai und vermutlich auch noch eine zweite im Sommer. Die Entwicklung im Ei verläuft sehr rasch, je nach Wassertemperatur schlüpfen die Tiere schon nach 7 Tagen. Die Gehäuse der Schlüpflinge messen 0,5 bis 0,6 mm im Durchmesser. Die im Frühjahr geschlüpften Tiere überwintern zweimal und sterben in der Regel nach dem zweiten (oder dritten) Ablaichen im Frühjahr des darauffolgenden Jahres; d. h., sie werden in der Regel etwa 2 Jahre alt.

## Lebensweise, Vorkommen und Verbreitung
Die Art lebt in kleinen Tümpeln, Sümpfen und unbeständigen Kleingewässern. Sie erträgt auch leicht salzige Wässer (bis ca. 5 Promille). Sie kommt daher auch in der Ostsee vor. Über die Ernährung ist wenig bekannt. Vermutlich fressen sie Grünalgen sowie welke und eventuell auch frische Pflanzen (beobachtet an Callitriche palustris (Sumpf-Wasserstern)). Sie sind sehr ausdauernd gegen die Austrocknung ihrer Gewässer. Die Tiere fallen in eine Trockenstarre, wobei das Gehäuse mit einem Diaphragma verschlossen werden. Sie ertragen auch tiefe Fröste im Winter. Mit Ausnahme des westlichen Mediterrangebietes kommt sie in ganz Europa vor. Im Osten erstreckt sich das Verbreitungsgebiet weiter bis nach Sibirien, im Südosten bis ins östlichen Anatolien.

## Ähnliche Arten
Die Art unterscheidet sich von den anderen Anisus-Arten durch die rascher zunehmenden Umgänge, die viel höher sind. Außerdem hat sie nur wenige Umgänge.

## Gefährdung
Die Art steht auf den „Roten Listen“ gefährdeter Arten in verschiedenen deutschen Bundesländern (z. B. Sachsen-Anhalt, Mecklenburg-Vorpommern, Bayern, Baden-Württemberg). Sie ist stark gefährdet oder bereits vom Aussterben bedroht. Die Art steht auch in der Schweiz auf den „Roten Listen“ gefährdeter Arten. Sie wird dort als „vulnerable“ (= gefährdet) eingestuft.

## Systematik
Die Gattung Anisus wird von einem Teil der Autoren in zwei Untergattungen unterteilt: Anisus (Anisus) Studer, 1820 und Anisus (Disculifer) C. Boettger, 1944. In dieser Untergattungsgliederung wird Anisus spirorbis in die Nominatuntergattung Anisus gestellt.